# Gol Ḩeydar
Gol Ḩeydar (persiska: گُل حِيدَر, گُرگِه دَر, گُرگ حِيدَر, گل حیدر) är en ort i Iran.   Den ligger i provinsen Hamadan, i den nordvästra delen av landet, 300 km sydväst om huvudstaden Teheran. Gol Ḩeydar ligger 1 777 meter över havet och antalet invånare är 680.
Terrängen runt Gol Ḩeydar är kuperad åt nordost, men åt sydväst är den bergig.Runt Gol Ḩeydar är det ganska tätbefolkat, med 72 invånare per kvadratkilometer. Närmaste större samhälle är Nahāvand, 14,8 km norr om Gol Ḩeydar. Trakten runt Gol Ḩeydar består till största delen av jordbruksmark.